# Erik Lindquist
Erik Gustaf Verner Lindquist, född 16 mars 1893 i Lidköping, död 15 februari 1982 i Bromma, var en svensk ingenjör.
Erik Lindquist var son till disponenten Gustaf Albert Lindquist. Han avlade studentexamen i Skara 1911 och utexaminerade från Tekniska högskolan 1917. Efter kortare anställningar var han 1919–1930 förste assistent vid Tekniska högskolans vattenbyggnadslaboratorium, 1930 blev han arbetschef vid Stockholms vattenledningsverk och 1931 byråingenjör. Från 1937 var Lindquist förste ingenjör och chef för Stockholms vattenledningsverks utrednings- och konstruktionsbyrå. Han företog studieresor i USA och flera europeiska länder.
1926–1930 utförde han vattenbyggnadstekniska modellförsök för bland annat Chenderoh Hydroelectric Power Station i Malaysia, Hammarforsens kraftverk i Jämtland, Svirs kraftverk i Sovjetunionen och regleringsdammen vid Vargöns kraftverk i Vargön, samt modellförsök till hinder mot saltvatteninströmningen i Göta älv och erosionsskydd i Pite älv. Som sakkunnig deltog han i utarbetandet av förslag till utvidgning av vattenverk i Göteborg 1941 och i Helsingfors 1942. 
Han blev 1921 löjtnant, 1929 kapten och 1946 major i Väg- och vattenbyggnadskåren. 1937 invaldes han i Ingenjörsvetenskapsakademien.
Lindquist publicerade ett flertal uppsatser i svensk och utländsk fackpress.